# 施普雷塔爾湖

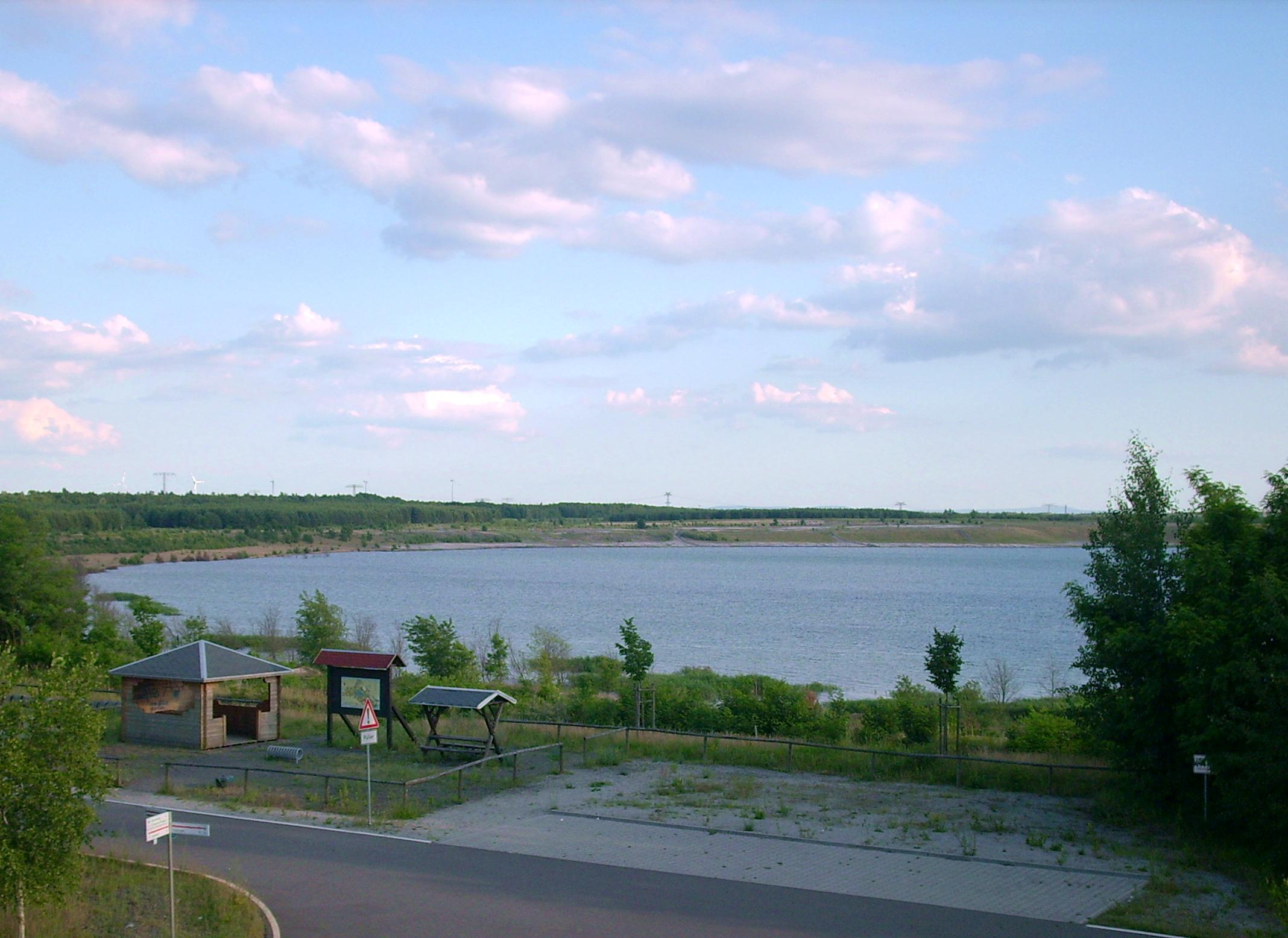

51°29′28″N 14°19′37″E / 51.49111°N 14.32694°E
施普雷塔爾湖（德語：Spreetaler See），是德國的人工湖泊，位於該國東部，由薩克森自由州負責管轄，面積3.1平方公里，海拔高度108米，最大水深50米，水體容量9,700萬立方米。